# Rumex hymenosepalus
El Rumex hymenosepalus és una planta pertanyent a la flora nativa dels Estats Units i Mèxic. S'ha cultivat en el sud-oest dels Estats Units com una font de taní, per al seu ús en l'adobament de cuir. Els noms populars que se li donen són "canegra" i "rubarbo silvestre".

## Descripció
Li creixen fulles basals molt grans a principis de la primavera. Les flors s'agrupen en un alt i fornit peduncle, aquestes són minúscules verdoses/roges/grogues que són substitueixen per vistoses beines plenes de llavors de color rosa/roig/marró. Les fulles joves d'algunes espècies de Rumex són apetitoses al cuinar-les, donant lloc al "ruibarbre salvatge". Les fulles persisteixen durant l'estiu, però s'endureix amb l'edat.

## Taxonomia
El gènere Rumex va ser nomenat per Carl von Linné el 1753 i John Torrey va anomenar aquesta espècie el 1859.
"Rumex" és el nom en llatí clàssic de la planta i "hymenosepalus" significa "sèpals membranosos".